# Lac de l'Artillerie
Le lac de l'Artillerie (en anglais, Artillery Lake) est un lac situé au Nord-Est du Grand Lac des Esclaves, dans les Territoires du Nord-Ouest (Canada).
Il s'agit du dernier lac de la série (lac Mackay, lac Aylmer, lac Clinton Colden (en)) qui est reliée par des chenaux et dont les eaux s'écoulent vers le Grand Lac des Esclaves.

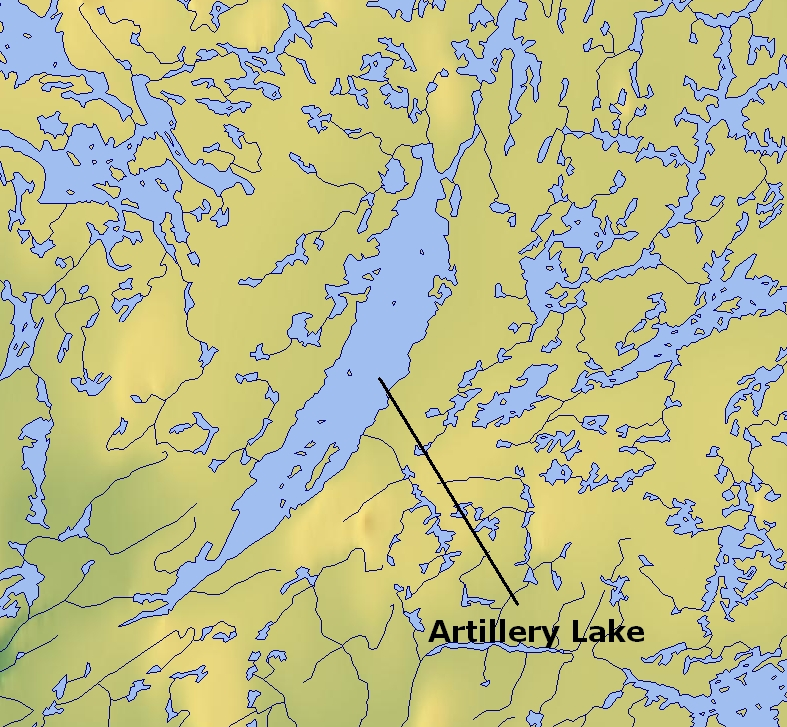
Carte